# Interscope Records
Interscope Records is een Amerikaans platenlabel. Het is onderdeel van muziekconcern Universal Music Group en  Interscope-Geffen-A&M.

## Geschiedenis
Interscope werd gevormd in 1990 door Jimmy Iovine en Ted Field met financiële ondersteuning van Atlantic Records (die 50% in aandelen bezat). Na de creatie van het label werd het oorspronkelijk gedistribueerd door East West Records, een dochteronderneming van Atlantic.

## Labels onder Interscope
- Aftermath Entertainment
  - Storchaveli Recordings
- Bad Boy Records
- Cherrytree Records
- Delicious Vinyl
- Fontana Records
- G-Unit Records
  - Infamous Records
  - Ca$hville Records
  - G-Unit West
  - G'$ Up
  - Sha Money Management
  - 150 Entertainment
  - Dumout Records
  - Shadyville Entertainment
- Kickball Records
- Maloof Records
- Myspace Records

- Shady Records
  - Fyre Dapartment
  - Runyon Ave. Records
  - Red Head Records
  - SKIN-E Productions
  - Grown Man Music
- Star Trak Entertainment
- Tennman Records
- Weapons of Mass Entertainment